# Plebiscito constitucional de Corea del Sur de 1962
Un plebiscito constitucional fue realizado en Corea del Sur bajo la dictadura militar del Presidente Park Chung-hee el 17 de diciembre de 1962. La Constitución de la República de Corea fue aprobada con el 80,6% de los votos, con una participación del 85,3%.

## Resultados
| Opción                   | Votos      | %      |
| ------------------------ | ---------- | ------ |
| Voto «A favor»           | 8.339.333  | 78,87% |
| Voto «En contra»         | 2.008.801  | 18,98% |
| Voto inválidos/en blanco | 237.864    | 2,25%  |
| Total votos emitidos     | 10.585.998 | 100%   |